# 체리 향기
《체리 향기》(페르시아어: طعم گیلاس)는 1997년 개봉된 이란의 드라마 영화이다. 아바스 키아로스타미가 감독과 각본을 맡았다. 1997년 칸 영화제 황금종려상 수상작이다.

## 줄거리
중년 남성 바디는 자살을 결심하고, 자신의 시신을 묻어줄 사람을 찾기 위해 테헤란을 돌아다닌다. 그는 거액의 돈을 제안하며 여러 사람에게 도움을 요청하지만, 자살을 반대하는 종교적인 이유나 개인적인 두려움 때문에 거절당한다. 바디는 이미 무덤을 파놓은 상태이며, 다음 날 아침 자신이 살아있으면 일으켜 세워주고, 죽어있으면 묻어달라고 부탁한다.
그는 쿠르드족 젊은 군인, 아프간 신학생을 만나지만 모두 거절한다. 마지막으로 만난 박제사 바게리는 돈이 필요해 그의 제안을 받아들이고, 과거에 자살 시도 후 삶의 아름다움을 깨달았던 경험을 이야기하며 바디를 설득하려 한다. 바게리는 바디에게 해가 뜨고 달과 별이 빛나는 아름다운 삶을 이야기하며 자살을 포기하라고 설득한다. 그리고 다음 날 아침, 바디가 죽어있으면 흙을 덮어줄 것을 약속한다. 바디는 그를 직장에 내려주지만, 다시 돌아와 바게리에게 혹시 자신이 잠든 것이면 돌을 던져 깨워달라고 부탁한다.
그날 밤, 바디는 자신이 파놓은 무덤에 누워있고, 폭풍우가 몰아친다. 이후 화면은 암전되고, 영화는 갑자기 카메라맨과 감독 키아로스타미가 영화를 촬영하는 모습으로 전환되며 끝이 난다. 바디가 자살을 선택했는지 아닌지는 밝혀지지 않은 채 영화는 끝난다.

## 출연

### 주연
- 호먀윤 엘샤드
- 아브돌라만 바그헤리